# Alcidion aestimabilis
Alcidion aestimabilis är en skalbaggsart som först beskrevs av Julius Melzer 1934.  Alcidion aestimabilis ingår i släktet Alcidion och familjen långhorningar. Inga underarter finns listade i Catalogue of Life.